# Apodopsyllus lynceorum
Apodopsyllus lynceorum is een eenoogkreeftjessoort uit de familie van de Paramesochridae. De wetenschappelijke naam van de soort is voor het eerst geldig gepubliceerd in 1971 door Cottarelli.